# 30e division SS (russe no 2)
Pour les articles homonymes, voir 30e division d'infanterie.
 (octobre 2019).
Si vous disposez d'ouvrages ou d'articles de référence ou si vous connaissez des sites web de qualité traitant du thème abordé ici, merci de compléter l'article en donnant les références utiles à sa vérifiabilité et en les liant à la section « Notes et références ».
La 30e division SS (russe no 2) — 30. Waffen-Grenadier-Division der SS (russische Nr. 2) en allemand — est une des 38 divisions de la Waffen-SS pendant la Seconde Guerre mondiale, créée en 1944 et dissoute en 1945.

## Historique de l'unité
Son histoire commence avec la création, en juillet 1944, de la Schutzmannschaft-Brigade Siegling constituée avec toutes les formations de miliciens rattachées à l'Ordnungspolizei en Ruthénie blanche et rendues disponibles par la reconquête de la Biélorussie par les Soviétiques.
Le 18 août, elle prend l'appellation de 30e division SS de grenadiers, appelée aussi Division SS Ruthénie. Il est question un moment d'engager la division contre les résistants à Varsovie, puis de l'envoyer combattre les partisans italiens. Cependant, elle fait mouvement par chemin de fer vers la France à partir du 15 août et ses premiers éléments arrivent à Strasbourg trois jours plus tard.
Le 27 août, deux bataillons, l'un au Valdahon, l'autre vers Vesoul, passent au maquis après avoir tué leurs cadres allemands.
À la suite de nombreuses désertions, la division est réduite à environ 6 000 hommes dont 10 % d'Allemands. Le 15 janvier 1945, la division est dissoute. Les Russes sont alors versées dans la 600e division d'infanterie de l'Armée Vlassov tandis que les non-Russes, Ukrainiens, Allemands, Biélorusses, Polonais et Ruthènes forment à Grafenwöhr la Waffen-Grenadier-Brigade der SS.

## Caractéristiques
- Création : 18 août 1944
- Insigne : La croix biélorusse
- Effectif maximal : décembre 1944 (6 000 hommes)
- Croix de fer obtenus : 0
- Commandant : SS-Obersturmbannführer Hans Siegling

## Composition
Volontaires Russes, Ukrainiens, Biélorusses, Ruthénes et Volkdeutsches provenant essentiellement des bataillons de sécurité Schuma et SD.

## Ordre de bataille
- Waffen-Grenadier-Regiment der SS 75 (Weissrutenische Nr. 1)
- Waffen-Grenadier-Regiment der SS 76 (Weissrutenische Nr. 2)
- Waffen-Grenadier-Regiment der SS 77 (Weissrutenische Nr. 3)
- Waffen-Artillerie-Regiment der SS 30
- SS-Füsilier-Kompanie 30
- SS-Pionier-Kompanie 30
- SS-Nachrichten-Kompanie 30
- SS-Sanitäts-Kompanie 30
- SS-Feldersatz-Kompanie 30